# Sympathique
Sympathique es el álbum debut del grupo Pink Martini, lanzado el 11 de noviembre de 1997, del que vendió 650 000 copias usando su propio sello discográfico, Heinz Records.

Hoy día, el número de copias vendidas supera el 1 300 000.

El grupo americano Pink Martini logró un disco de oro con este disco en Grecia y consiguió entonces hacerse un hueco en el panorama musical mundial.

## Lista de canciones
| Sympathique |                                                          |                                           |          |  |
| N.º         | Título                                                   | Escritor(es)                              | Duración |  |
| 1.          | «Amado Mio»                                              | Doris Fisher, Allan Roberts               | 4:51     |  |
| 2.          | «No Hay Problema»                                        | Jacques Marray                            | 6:14     |  |
| 3.          | «Sympathique»                                            | China Forbes, Thomas Lauderdale           | 2:50     |  |
| 4.          | «Qué Será Será»                                          | Jay Livingston, Ray Evans                 | 4:12     |  |
| 5.          | «La Soledad»                                             | Pepe Raphael, Lauderdale, Frederic Chopin | 5:41     |  |
| 6.          | «¿Dónde Estás, Yolanda?»                                 | Manuel Jiménez                            | 3:25     |  |
| 7.          | «Andalucía»                                              | Ernesto Lecuona                           | 3:41     |  |
| 8.          | «Song of the Black Lizard» (From the film Black Lizard)  | Akihiro Miwa                              | 4:12     |  |
| 9.          | «Bolero» (removed from newer distributions of the album) | Maurice Ravel                             | 4:10     |  |
| 10.         | «Never On Sunday» (From the film Never on Sunday)        | Manos Hadjidakis, Billy Towne             | 4:58     |  |
| 11.         | «Brazil»                                                 | Ary Barroso                               | 5:24     |  |
| 12.         | «Lullaby»                                                | Forbes, Lauderdale                        | 2:12     |  |